# Клечеров, Михаил
Михаил Клечеров (болг. Михаил Клечеров; 3 декабря 1982, Банско, Болгария) — болгарский биатлонист. Завершил карьеру в сезоне 2018/19.

## Спортивная карьера
Биатлоном начал заниматься в 1999 году. До 2003 года год входил в юниорские сборные страны.
В сезоне 2001/02 дебютировал на этапах Кубка мира. Очки в кубке мира по биатлону набрал—в сезоне 2006—2007 годов. Участник зимних Олимпийских игр 2010 года в Ванкувере и Сочи. Наивысшее место на этапах Кубка мира в личных гонках - 13-е место в масс-старте на этапе в итальянской Антерсельве. Завершил карьеру в 2019 году.

## Кубки мира
- 2006—2007 — 85-е место (1 очко)
- 2009—2010 — 100-е место (12 очков)
- 2010—2011 — 62-е место (80 очков)
- 2011—2012 — 47-е место (131 очко)
- 2012—2013 — 89-е место (12 очков)
- 2013—2014 — 100-е место (5 очков)

### Участие в Олимпийских играх
| Год  | Место проведения | Спринт | Гонка преследования | Индивидуальная гонка | Масс-старт | Эстафета | Смешанная эстафета |
| ---- | ---------------- | ------ | ------------------- | -------------------- | ---------- | -------- | ------------------ |
| 2010 | Ванкувер         | 59     | 44                  | 63                   | —          | 16       | —                  |
| 2014 | Сочи             | 70     | —                   | 68                   | —          | 15       | —                  |